# Guruia africana
Guruia africana is een hooiwagen uit de familie echte hooiwagens (Phalangiidae).